# 阿德莫爾 (密蘇里州)
阿德莫爾（英語：Ardmore）是位於美國密蘇里州梅肯縣的非建制地區。

## 歷史
阿德莫爾的郵局於1889年設立，其後於1929年停運。當地於1925年時共有人口550人。

## 地理
阿德莫爾所處的海拔為高於海平面245米（即804英呎），而該地所採用的時區為UTC-6，即北美中部時區（CST）。同時該地設有夏令時間，為UTC-6調快一小時，即UTC-5（CDT）。